# Domingo Bárcenas
Domingo Bárcenas González, né le 18 mars 1927, à Salamanque, en Espagne et décédé le 15 mars 2000, à Cercedilla, en Espagne, est un ancien basketteur, joueur et entraîneur de handball espagnol. 
C'est au handball où il s'est vraiment démarqué, étant entraîneur de l'Atlético de Madrid, du CD Cajamadrid (es) et surtout de l'équipe nationale d’Espagne entre 1958 et 1981. Avec 186 matchs, il est ainsi le deuxième sélectionneur ayant encadré le plus de matchs. Puis en 1992, au lendemain des JO de Barcelone, il est nommé président de la Fédération royale espagnole de handball, poste qu'il occupe jusqu'en 1996.

## Palmarès

### En handball
Atlético de Madrid
- Championnat d'Espagne (4) : 1962, 1963, 1964, 1965
- Coupe du Roi (5) : 1962, 1963, 1966, 1967, 1968

Équipe nationale d’Espagne
- 12e place au Championnat du monde 1958
- 15e place aux Jeux olympiques de 1972
- 13e place au Championnat du monde 1974
- 5e place du Championnat du monde B 1977
- 10e place au Championnat du monde 1978
- Vainqueur du Championnat du monde B 1979
- 5e place aux Jeux olympiques de 1980

CD Cajamadrid (es)
- Demi-finaliste de la Coupe de l'IHF (C3) en 1989 et 1990
- Deuxième du Championnat d'Espagne en 1988
- Finaliste de la Supercoupe d'Espagne en 1990